# Moosleerau

Photo aérienne (1954).

Moosleerau est une commune suisse du canton d'Argovie, située dans le district de Zofingue.
Début décembre 2014, la commune fait parler d'elle dans la presse, après avoir expulsé une famille de son appartement pour pouvoir y accueillir des demandeurs d'asile.
La commune doit accueillir une famille de réfugiés, mais elle ne dispose pas des infrastructures.
Les autorités payaient jusqu'à présent une taxe d'exemption de 10 000 francs par an mais le canton a menacé d'augmenter ce montant si la commune ne faisait pas un effort. Ce que Moosleerau ne peut pas se permettre.
Comme l'appartement en question appartient à la commune, celle-ci a choisi d'expulser la famille. Elle n'aura ainsi pas à payer la taxe.